# Southern Cross (yacht)
S/Y Southern Cross var en ångmaskinsdriven stor privatyacht, byggd 1930 och som ägdes av bland andra Howard Hughes och Axel Wenner-Gren.

## S/YRover
Southern Cross byggdes som S/Y Rover 1930 på Alexander Stephen and Sons varv i Glasgow i Storbritannien, och med maskineri från samma varv, för James Mackay, 1:e earl av Inchcape, på Glenapp Castle. James Mackay hade från 1874 varit framgångsrikt verksam inom det Calcutta-baserade handelshuset James Lyle MacKay joined Mackinnon and Mackenzie (senare Inchcape plc och fortfarande verksamt), vilket företag han från 1914 var enda kvarvarande delägare i. 
Yachten Rover var med sin längd på 82,25 meter och 1 851 bruttoregisterton en av världens största och mest dyrbara lustjakter. Hon hade en besättning på 30-40 man under olika ägare. Hon är den största och lyxigaste yacht som byggts i Storbritannien med undantag av kungayachten Victoria and Albert och anses vara den finaste yacht som varvet byggt. Rover byggdes med skonarrigg och clipperstäv och var försedd med en fyrcylindring trippelångmaskin och två propellrar vilka gav en hastighet på närmare 16 knop.

## Namnbyte till S/YSouthern Cross
James Mackay dog ombord på Rover i Monte Carlo 1932. Därefter köptes hon av Howard Hughes, fick ny hemmahamn i Kalifornien och bytte namn till Southern Cross. Howard Hughes var vid denna tid socialt aktiv och kurtiserade många starlets ombord på båten. Bland annat sägs Katharine Hepburn 1937 ha varit med Hughes till och runt Bahamas ombord på Southern Cross.
Howard Hughes tappade så småningom sitt intresse av att umgås. Han hade stiftat bekantskap med Axel Wenner-Gren, som köpte Southern Cross i februari 1937 i Bahamas. Hon fick svensk flagg och svensk besättning när hon i september 1937 kom till Göteborg för första gången. Axel Wenner-Gren registrerade henne som fritidsbåt i Stockholms Segelsällskap.
Paret Axel och Marguerite Wenner-Gren gjorde 1937-38 en världsomsegling med Southern Cross över bland annar Indien, Siam, Singapore, Filippinerna, Japan och Kalifornien, varvid han utnyttjade fartygets möjligheter som attraktiv representationslokal.

## Räddning av överlevande från passagerarfartyget S/SAthenia
Den 31 augusti 1939, kvällen före andra världskrigets utbrott, lämnade paret Wenner-Gren på Southern Cross under befäl av Karl Sjödahl (1904-98) Sverige i stor brådska för att bosätta sig i Wenner-Grens Bahamas-bostad Shangri-La. Nordväst om Irland råkade fartyget vara bland de närmaste fartygen från platsen för andra världskrigets första torpedering, då den tyska ubåten U-30 sänkte passagerarfartyget S/S Athenia med 1 103 passagerare och 315 besättningsmän, vilket ubåtens befälhavare Fritz-Julius Lemp (1913–41) synes ha misstagit för en militär transportbåt. Detta skedde på kvällen den 3 september 1939, mindre än nio timmar efter det att Storbritannien hade förklarat Tyskland krig. 112 passagerare och besättningsmän omkom. Southern Cross tog ombord 376 överlevande från Athenias livbåtar, för att senare överföra dem till andra fartyg på plats.
| ” | 21.30 S.O.S. fr S/S Athenia som torpederats. 21.45 ändrat kurs mot S/S Athenia. 0.12 upphörde radiosignal fr. GFDM. 2.20 fått sikte på ljus förut, styrt ned mot ljussignalen från livbåtarna. 2.30 på platsen för skeppsbrottet. 7.00 bärgat cirka 376 människor. Då oljeförråd och proviant är för knapp för att gå in i hamn har ca 156 människor överförts på Engelska jagare och resten till amerik. ång. City of Flint omkr.(?) 16. Vraket efter Athenia vilken hade bab. slagsida och låg djupt med aktern sjönk omkr. kl. 9.30 fm. Legat o hållit på olycksplatsen. 4.00 em. resterande ca. 220 skeppsbrutna överförda till City of Flint. 4.11 full fart... fortsatt resan. Utkastet till Southern Cross skeppsdagbok från den 3-4 september 1939 (skeppsdagboken ej bevarad) | „ |

## Mexiko
Paret Wenner-Gren var med Southern Cross i Mexiko, då Axel Wenner-Gren 1940 svartlistades av USA och Storbritannien och därför inte kunde återvända till Bahamas. Hon omregistrerades till Panama samma år och överfördes 1942 till mexikanska staten under oklara omständigheter; såldes, skänktes eller beslagtogs. Hon döptes om till Orizaba och användes av Mexikos flotta som utbildningsfartyg i Veracruz. Hon togs av allt att döma ur drift efter att ha sjunkit i Veracruz hamn 1960. Enligt en osäker källa ska galjonsfiguren från cilpperstäven finnas på museet i Veracruz.